# Kaszak (medycyna)
Kaszak (łac. atheroma, steatoma) – torbiel zastoinowa, tworząca się w obrębie mieszków włosowych i gruczołów łojowych. Częsta jest na skórze głowy, tułowia, na mosznie i wargach sromowych większych. 

## Opis
Jest to guz lub guzek koloru cielistego z lekko żółtym zabarwieniem, średnicy od kilku milimetrów do kilku centymetrów. Spoistość kaszaka jest różna, od zmian miękkich do umiarkowanie twardych; ma gładką powierzchnię i jest przesuwalny wobec podłoża. Często widoczny jest na jego powierzchni ciemny punkt wskazujący na zaczopowany przewód mieszka włosowego. Zawartość torbieli wydostaje się samoistnie wskutek jej pęknięcia lub przez wyciśnięcie zmiany, jest żółtawa i o specyficznym zapachu, a w przypadku stanu zapalnego ropna i niekiedy cuchnąca. Kaszak może ulec nadkażeniu bakteryjnemu i wywołać zmiany zapalne w otaczających tkankach. 
Leczenie jest operacyjne, polega na chirurgicznym usunięciu zmiany; wznowy są rzadkie.